# Russ Bray

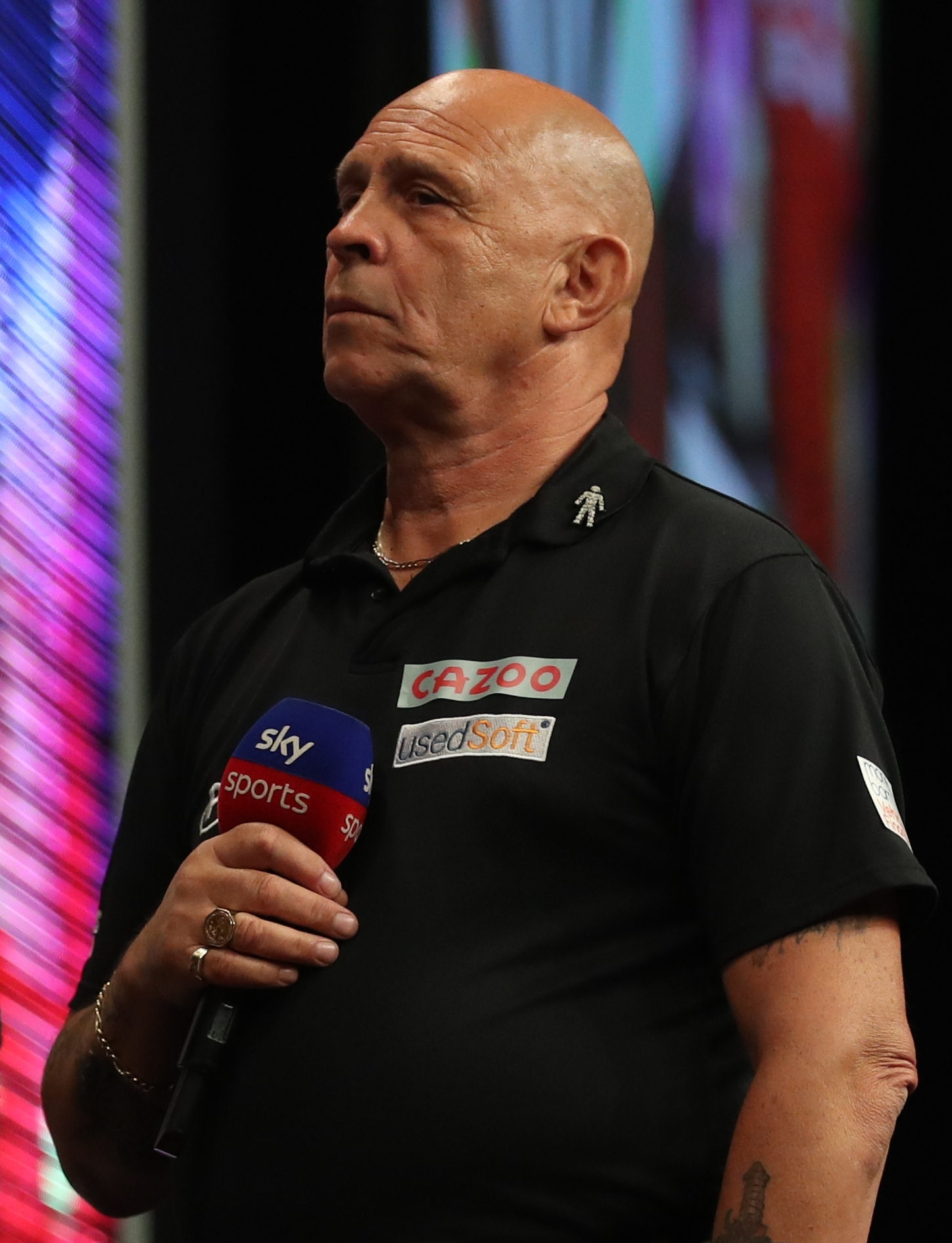
Russ Bray (2022)

Russ Bray (* 22. Juni 1957 in South Ockendon, Essex) ist der bekannteste Caller (Schiedsrichter) des Darts. Aufgrund seiner rauchigen und markanten Stimme ist er auch als „The Voice“ bekannt (nicht zu verwechseln mit „The Voice of Darts“, dem Fernsehkommentator Sid Waddell).

## Leben
Er wurde im Jahre 1996 gebeten, der Professional Darts Corporation (PDC) – einem internationalen Dartverband – beizutreten und ist seit diesem Zeitpunkt der bekannteste und meistgefragte Caller bei internationalen Dartturnieren der PDC. Er war bei fast allen WM-Finals Schiedsrichter, ebenfalls beim 9-Darter von Phil Taylor im Jahre 2002 und 2008 sowie beim 9-Darter von Michael van Gerwen 2007.
Bray ist verheiratet, hat vier Kinder und lebt in der englischen Stadt Welwyn Garden City. Vor seiner Zeit bei der PDC war er als Gerüstbauer tätig.
Abseits des Dartsportes ist Bray auch in Werbesendungen oder -veranstaltungen tätig und kann für kleinere Veranstaltungen gebucht werden.
Er spielte in mehreren Fernsehproduktionen mit, beispielsweise im Film „Heartlands“ aus dem Jahre 2002.
Nach der Weltmeisterschaft 2024 beendete Bray seine Vollzeitkarriere als Caller. Seither agiert er nur noch auf World-Series-Events als Caller. Zudem fungiert er als Botschafter der PDC.
Bray ist Fan der Londoner Fußballmannschaft West Ham United.